# 五十川雅
五十川 雅（いそがわ みやび、1986年3月4日 - ）は日本の女性歌手。福岡県出身。

## 来歴
福岡県生まれ。4歳からヴァイオリンを学び、クラリネットで九州交響楽団に所属していた母から、ピアノと音楽理論を学ぶ。12歳よりピアノを斉藤恵に師事。
2004年、福岡女学院高等学校音楽科卒業後上京し、桐朋学園大学カレッジディプロマ科に在学中に、サンミュージックアカデミーに特待生として入り、FNS歌謡祭やミュージカル舞台に立つ。同科を経て、九州でヴァイオリン演奏家として活動。福岡、大分、鹿児島と演奏公演を成功させる。その後、福岡の祭り、どんたく祭や舞台で歌い手・演奏家として活動しながら、福岡市内のボーカルインストラクターに就任。独自の発声法とクラシックで培った音楽理論で後進の指導にあたる。
2010年、独立。ラジオ番組や福岡市と共催のイベントなど手掛けながら、アーティストの育成に力を注いでいる。佐賀県唐津市では2012年4月から「FMからつ」で17時からの2時間番組を、2014年から自らナビゲートする【五十川雅プレゼンツ　Sounds Fun】音楽番組のメインパーソナリティを務める。
2015年、ドラマーの石井信也とユニット「SoR Factory」を結成。
同年3月15日にFirst mini Album『First Impression』をリリース。2ヶ月で200枚以上売り上げている。
八尋祐子、重森慶子、久保陽子、トレヴァー・ウィリアムス、江藤アンジェラ、豊田弓乃に師事。

## 主な活動

### ラジオ
- FMからつ 毎週月曜 17:00-19:00
- FMからつ 毎週火曜 19:00-20:00
- FMからつ 毎週月曜 19:00-20:00
- FMからつ 毎週土曜

```
20:00-21:00
```

- Dreams FM『くるとん』
- コミュニティーFM天神

### インターネットラジオ
- 『勝手にMY!FM』

### ライブ
- Folk Village cafe レギュラーアーティスト
- KAWAMURA BANDチャリティライブ
- どんたく祭
- がんばれ日本!チャリティライブ
- 福岡音楽祭
- Hearvest LIVE
- Gate's7
- Shangri-la
- S.O.R.a Fukuoka